# 金志明 (1933年)
金志明（1933年—），男，河北完县人，中国林学家，曾任吉林省白城地区林业科学研究所研究员。